# 广汇汽车
广汇汽车有限公司 (上交所除牌前：600297) 是中國新疆维吾尔自治区一家民營企業，主要經營汽車銷售、汽车融资租赁行業。

## 历史
公司在2006年成立。
2014年12月美罗药业股东大会通过广汇汽车借壳美罗药业。，於2015年1月於上海證券交易所上市。。為新疆广汇实业投资（集团）有限公司的子公司
另外，2015年12月11日廣匯汽車旗下廣州汽車服務以每股作價5.99元，購入逾13.7億股寶信汽車。
2024年8月，該公司被上交所要求強制性退市